# وصاب عالی (روستا)
 وصاب العالی  (در عربی:  وصاب الَعالی )
نام روستایی است در دهستان المَذبَح از توابع استان لَحِج در کشور یمن در شبه جزیره عربستان.

## جمعیت
جمعیت آن (۸۰) نفر (۹ خانوار) می‌باشد.